# محفظه بلندگو

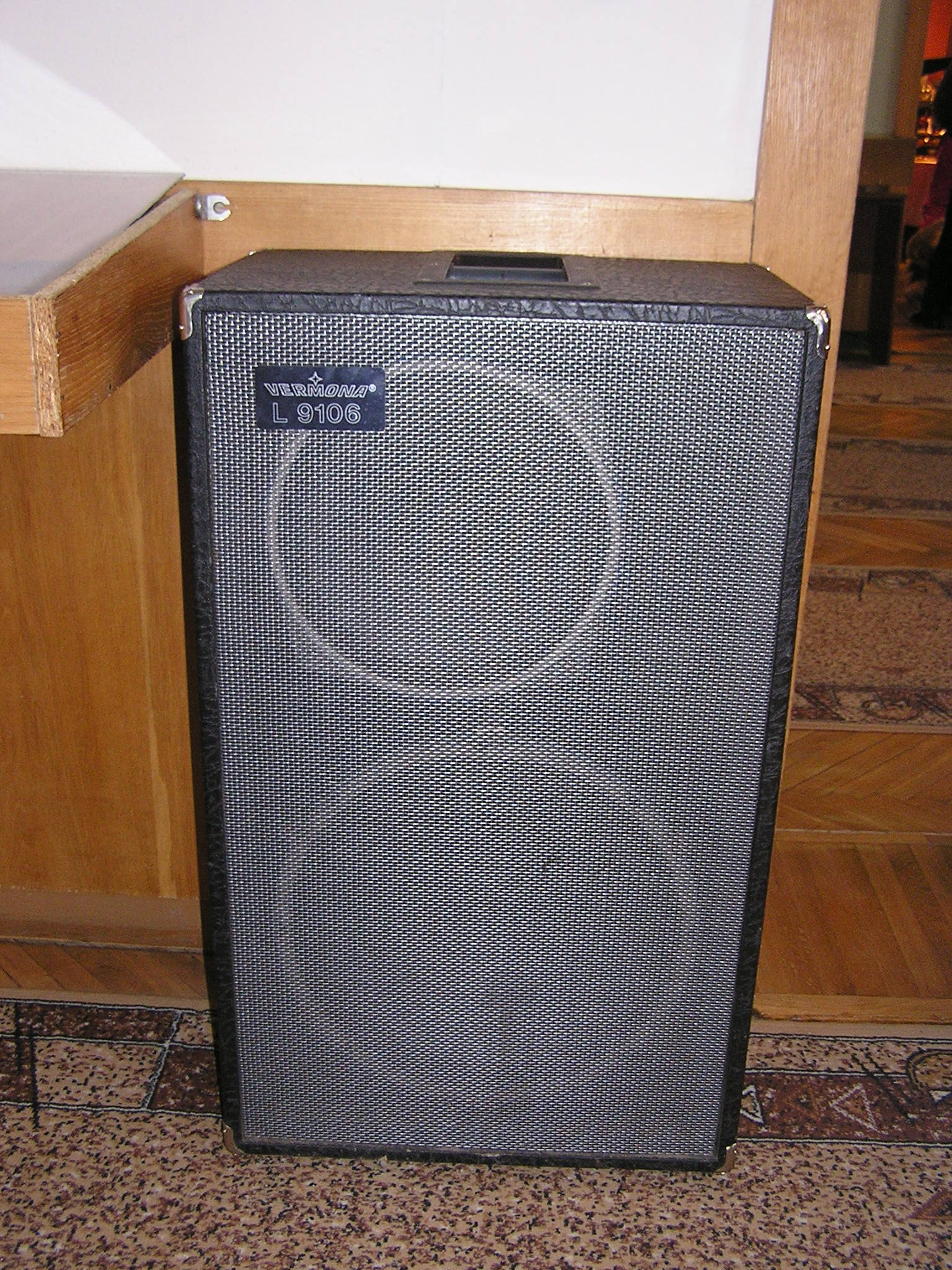
یک محفظه ساده

محفظه بلندگو (انگلیسی: Loudspeaker enclosure) جعبه‌ای است که در آن گردان‌گر بلندگوی الکترودینامیکی (بلندگو و تیوتر) و دیگر تجهیزات سخت‌افزاری نظیر متقاطع‌نمای صوت و در بعضی موارد تقویت‌کننده توان صوتی نصب می‌گردد.